# Warlock - den lovløse by
 Denne artikel omhandler filmen Warlock - den lovløse by. Opslagsordet har også en anden betydning, se Warlock.
Warlock - den lovløse by (eng. Warlock) er en amerikansk westernfilm fra 1959 produceret af Twentieth Century Fox og instrueret af Edward Dmytryk, med Richard Widmark, Henry Fonda, Anthony Quinn og Dorothy Malone i hovedrollerne.

## Handling
Den lille by Warlock er en mineby i Utah under 1880'erne. Herskerne i byen ansætter den hårde revolvermand Clay Blaise Dell (Henry Fonda) til at beskytte indbyggerne mod terroriserene banditter.

## Medvirkende
- Richard Widmark som Johnny Gannon
- Henry Fonda som Clay Blaisedell
- Anthony Quinn som Tom Morgan
- Dorothy Malone som Lily Dollar
- Dolores Michaels som Jessie Marlow
- Wallace Ford som Judge Holloway
- Tom Drake som Abe McQuown
- Richard Arlen som Bacon
- DeForest Kelley som Curley Burne
- Regis Toomey som Skinner
- Vaughn Taylor som Henry Richardson
- Don Beddoe som Dr. Wagner
- Whit Bissell som Petrix
- Bartlett Robinson som Buck Slavin
- Frank Gorshin som Billy Gannon
- June Blair som Dance hall girl
- Robert Adler som Foss (ukrediteret)
- Joel Ashley som Murch (ukrediteret)
- Don 'Red' Barry som Edward Calhoun (ukrediteret)
- Wally Campo som Barber (ukrediteret)
- Harry Carter som Bartender (ukrediteret)
- Paul Comi som Luke Friendly (ukrediteret)
- Walter Coy som Deputy Sheriff Roy Tompson (ukrediteret)
- Sheryl Deauville som Dance hall girl (ukrediteret)
- Ann Doran som Mrs. Richardson (ukrediteret)
- David Garcia som George 'Pony' Benner (ukrediteret)
- Sol Gorss som Bob Nicholson (ukrediteret)
- J. Anthony Hughes som Shaw (ukrediteret)
- Roy Jenson som Hasty (ukrediteret)
- L.Q. Jones som Fen Jiggs (ukrediteret)
- Stan Kamber som Hutchinson (ukrediteret)
- Gary Lockwood som Gang member (ukrediteret)
- Ian MacDonald som MacDonald (ukrediteret)
- Robert Osterloh som Professor (ukrediteret)
- James Philbrook som Cade (ukrediteret)
- Hugh Sanders som Sheriff Keller (ukrediteret)
- Roy N. Sickner som Bush (ukrediteret)
- Mickey Simpson som Fitzsimmons (ukrediteret)
- Bert Stevens som Townsman (uukrediteret)
- Joe Turkel som Chet Haggin (ukrediteret)
- Tom Wilson som Townsman (ukrediteret)
- Harry Worth som (ukrediteret)
- Henry Worth som Burbage (ukrediteret)